# Alexander Collie
Alexander Collie (* 2. Juni 1793 in Insch, Aberdeenshire, Schottland; † 8. November 1835 am King George Sound) war ein schottischer Arzt und Botaniker, der Western Australia im Jahr 1829 bereiste, wo er als Forscher und Kolonialarzt tätig war.

## Frühes Leben
Collie wurde in Insch im Aberdeenshire, Schottland am 2. Juni 1793 als Sohn von Alexander und Christina Collie (geb. Leslie) geboren. Als jüngster von drei Söhnen studierte Collie Medizin in Edinburgh und später auch in London. Im Januar 1813 trat er der Vereinigung Fellowship of the Royal College of Surgeons bei.

## Karriere
Er segelte an Bord der Fregatte HMS Doris nach Teneriffa, China und auf die ostindischen Inseln, bevor er nach Europa zurückkehrte, um Botanik, Mineralogie und Chemie zu studieren. Im Jahr 1824 war er Arzt an Bord der HMS Blossom und fuhr nach Afrika, Brasilien, Chile, zu den Sandwichinseln, Kalifornien, Kamtschatka, Taiwan und Mexiko.
Collie begleitete die HMS Sulphur im Februar 1829 auf ihrer Expedition nach Western Australia, wo er auf hoher See der Geburt von Frederick Henry, dem Sohn von Gouverneur James Stirling und seiner Frau Ellen beistand. Nach der Ankunft in Rottnest Island Juni 1829 arbeitete Collie als Arzt in Garden Island und erforschte in seiner Freizeit die Flora Australiens. Ihm wurden 610 Hektar Land am Ufer des Swan River zugeteilt.
Zusammen mit Leutnant Preston erforschte er den Südwesten von Western Australia. Dabei entdeckten sie zwei Flüsse, die James Stirling nach ihnen benannte: den Collie River und den Preston River. 1830 wurde er vom Gouverneur berufen, die Zustände in der Peel-Siedlung zu untersuchen. Nach 28 Todesfällen und vielen Krankheitsfällen stellte er fest, dass schmutziges Wasser, schlechtes Essen und fehlende medizinische Einrichtungen für die Erkrankungen verantwortlich waren.
Im Jahre 1831 wurden Alexander Collie weitere 200 Hektar Land in Albany zugeteilt, wo er der erste Regierungsangestellte der Stadt war. Er kehrte zwei Jahre später nach Perth zurück, um als Kolonialarzt die Swan River Colony von 1833 bis 1835 zu unterstützen. Er starb am 8. November 1835 im Alter von 42 Jahren am King George Sound vermutlich an Tuberkulose.

## Vermächtnis
Die Stadt Collie und der Collie River sind zu seinen Ehren benannt, ein Granit-Monolith wurde für ihn in Collie errichtet. Der Schwarzkehl-Elsternhäher (Calocitta colliei) wurde, in Folge seiner Fahrt an Bord der Blossom nach Mexiko, nach ihm benannt.